# Distretto di Paruro
Il distretto di Paruro è uno dei nove distretti della omonima provincia, in Perù. Si trova nella regione di Cusco.